# 何灼强
何灼强（1967年1月12日—），中国举重运动员，他曾在1988年汉城奥运会获得男子52公斤级举重比赛的铜牌。他也参加了1986年亚洲运动会和1990年亚洲运动会，两次都获得金牌。